# Ферфилд (Алабама)
Ферфилд (енгл. Fairfield) град је у америчкој савезној држави Алабама. По попису становништва из 2010. у њему је живело 11.117 становника.

## Демографија
Према попису становништва из 2010. у граду је живело 11.117 становника, што је 1.264 (10,2%) становника мање него 2000. године.
| Група             | 2000.          | 2010.          |
| Белци             | 1.086 (8,8%)   | 442 (4,0%)     |
| Афроамериканци    | 11.171 (90,2%) | 10.518 (94,6%) |
| Азијати           | 19 (0,2%)      | 1 (0,0%)       |
| Хиспаноамериканци | 73 (0,6%)      | 127 (1,1%)     |
| Укупно            | 12.381         | 11.117         |